# Мейер Лански (фильм)
«Мейер Лански» (англ. Lansky) — американский биографический фильм о знаменитом гангстере Меере Лански, сценарист и режиссёр Эйтан Рокуэй. В главных ролях — Харви Кейтель, Сэм Уортингтон, АннаСофия Робб, Джеки Круз, Джон Магаро, Дэвид Кейд, Дэвид Джеймс Эллиотт, Алон Абутбул и Минка Келли.
Премьера фильма состоялась 25 июня 2021 года.

## Сюжет
Престарелый мафиози Мейер Лански поручает журналисту Дэвиду Стоуну написать о нём книгу, но она должна быть опубликована только после его смерти. Лански и Стоун регулярно встречаются в закусочной, где бывший гангстер рассказывает о своей жизни, которая показана во флэшбэках. Стоун живёт в мотеле и время от времени разговаривает по телефону со своей бывшей женой и их детьми. В мотеле он встречает Морин, позже они становятся любовниками, но выясняется, что её подставило ФБР, чтобы скопировать его записи на Мейера Лански. Стоун узнаёт об этом, после чего покидает мотель.
Лански рассказывает о своём становлении как гангстера, на Стоуна оказывает давление ФБР, чтобы выяснить, куда Лански положил своё предполагаемое состояние в 300 миллионов долларов. Лански знает, хотя Стоун ему не говорил, что Стоун общался с ФБР, но это, похоже, не имеет для него значения, во время последней встречи между ними они посещают сына Лански, который с рождения был физически неполноценным и, будучи взрослым, вынужден пользоваться искусственной вентиляцией легких.

## В ролях
- Харви Кейтель — Меер Лански
  - Джон Магаро — молодой Меер Лански
- Сэм Уортингтон — Дэвид Стоун
- АннаСофия Робб — Анна Лански
- Джеки Круз — Дафни
- Дэвид Кейд — Багси Сигел
- Дэвид Джеймс Эллиотт — Фрэнк Риверс
- Алон Абутбул — Йорам Алрой
- Минка Келли — Морин
- Шейн МакРэй — Чарли Лучано
- Джеймс Мозес Блэк — Р.Дж. Кэмпбелл
- Клаудио Белланте — Джо Бонанно[3]

## Производство
В мае 2019 года было объявлено, что Харви Кейтель, Сэм Уортингтон, Эмори Коэн и Остин Стоуэлл присоединились к актёрскому составу фильма, а Александра Даддарио и Тони Данза ведут переговоры о том, чтобы присоединиться к фильму Эйтана Рокуэй, сценарий которого он написал. В феврале 2020 года было объявлено, что Анна-София Робб, Джеки Круз, Джон Магаро, Дэвид Кейд, Дэвид Джеймс Эллиотт, Алон Абутбул и Минка Келли присоединились к актёрскому составу фильма, а Коэн, Стоуэлл, Даддарио и Данза выбыли из проекта.
Съёмки начались в феврале 2020 года.

## Релиз
В мае 2021 года компания Vertical Entertainment приобрела дистрибьюторские права на фильм и запланировала его кинотеатральный и VOD-релиз на 25 июня 2021 года.

## Критика
На сайте Rotten Tomatoes фильм имеет рейтинг 62 % основанный на 45 отзывах, со средней оценкой 6,10/10. Критический консенсус вебсайта гласит: "Харви Кейтель отлично сыграл главного героя, но «Мейер Лански» подвёл его ошибочным повествованием и избытком клише". На вебсайте Metacritic рейтинг фильма составляет 45/100 на основе 7 рецензий, что соответствует статусу "Смешанные или средние отзывы."